# غذاء للمعينات الحيوية
الغذاء للمعينات الحيوية (أو مغذيات المعينات الحيوية؛ حرفياً بريبيوتك Prebiotics) هي مركبات طبيعية موجودة في الطعام والتي تقوم بدور مهم من أجل تعزيز نمو ونشاط الميكروبات والأحياء الدقيقة المفيدة، بشكل عام؛ ويقصد بشكل شائع الميكروبات والأحياء الدقيقة الموجودة في الأمعاء، مثل النبيت الجرثومي المعوي.
غالباً ما يكون غذاء المعينات الحيوية مكوناً من المكونات غير القابلة للهضم مثل الألياف الغذائية التي تمر عبر الجزء الأعلى من القناة الهضمية من غير أن تتحلل، مساعدةً بذلك بالنهاية في نمو ونشاط البكتريا المفيدة في الأمعاء الغليظة، إذ تعد تلك الألياف بمثابة ركيزة حيوية لها. ازداد الاهتمام بهذه المغذيات منذ أواخر القرن العشرين.